# 施泰因勞伊峰
46°37′6.5″N 8°15′16.3″E / 46.618472°N 8.254528°E
施泰因勞伊峰（德語：Steinlauihorn）是瑞士伯恩州的山峰，位於該國南部，屬於伯尔尼山的一部分，海拔高度3,162米，每年平均降雨量2,465毫米。

## 外部連結
- Steinlauihorn on Hikr （页面存档备份，存于）